# Бентли, Джон (журналист)
Джон Бе́нтли (англ. Jon Bentley; род. 1961) — британский журналист и телевизионный ведущий.

## Биография
Получил образование в Оксфордском университете. Специализируется в области телевидения и журналистики, связанной с автомобилями. В период с 1987 по 1999 год являлся продюсером и редактором BBC Two в Top Gear, а с 2002 по 2004 год — продюсером серий Fifth Gear. Как продюсер Top Gear, Бентли помог «открыть» Джереми Кларксона и нанял Квентина Уилсона и Вики Батлер-Хендерсон в «Пятую Передачу» (англ. Fifth Gear). В честь Джона назван поворот на испытательном треке Топ Гир.
В настоящее время он представляет Gadget Show на 5 канале (англ. Five) в Великобритании наряду с Сюзи Перри, Джейсон Брэдбери, Поллианой Вудвард и Ортисом Дейли.
Женат, имеет двух дочерей.